# Залесе (гміна Зелюв)
Залесе (пол. Zalesie) — село в Польщі, у гміні Зелюв Белхатовського повіту Лодзинського воєводства.
Населення — 121 особа (2011).
У 1975-1998 роках село належало до Пйотрковського воєводства.

## Демографія
Демографічна структура станом на 31 березня 2011 року:
|          | Загалом | Допрацездатний вік | Працездатний вік | Постпрацездатний вік |
| -------- | ------- | ------------------ | ---------------- | -------------------- |
| Чоловіки | 52      | 7                  | 38               | 7                    |
| Жінки    | 69      | 13                 | 35               | 21                   |
| Разом    | 121     | 20                 | 73               | 28                   |